# Konrad I. (Freiburg)

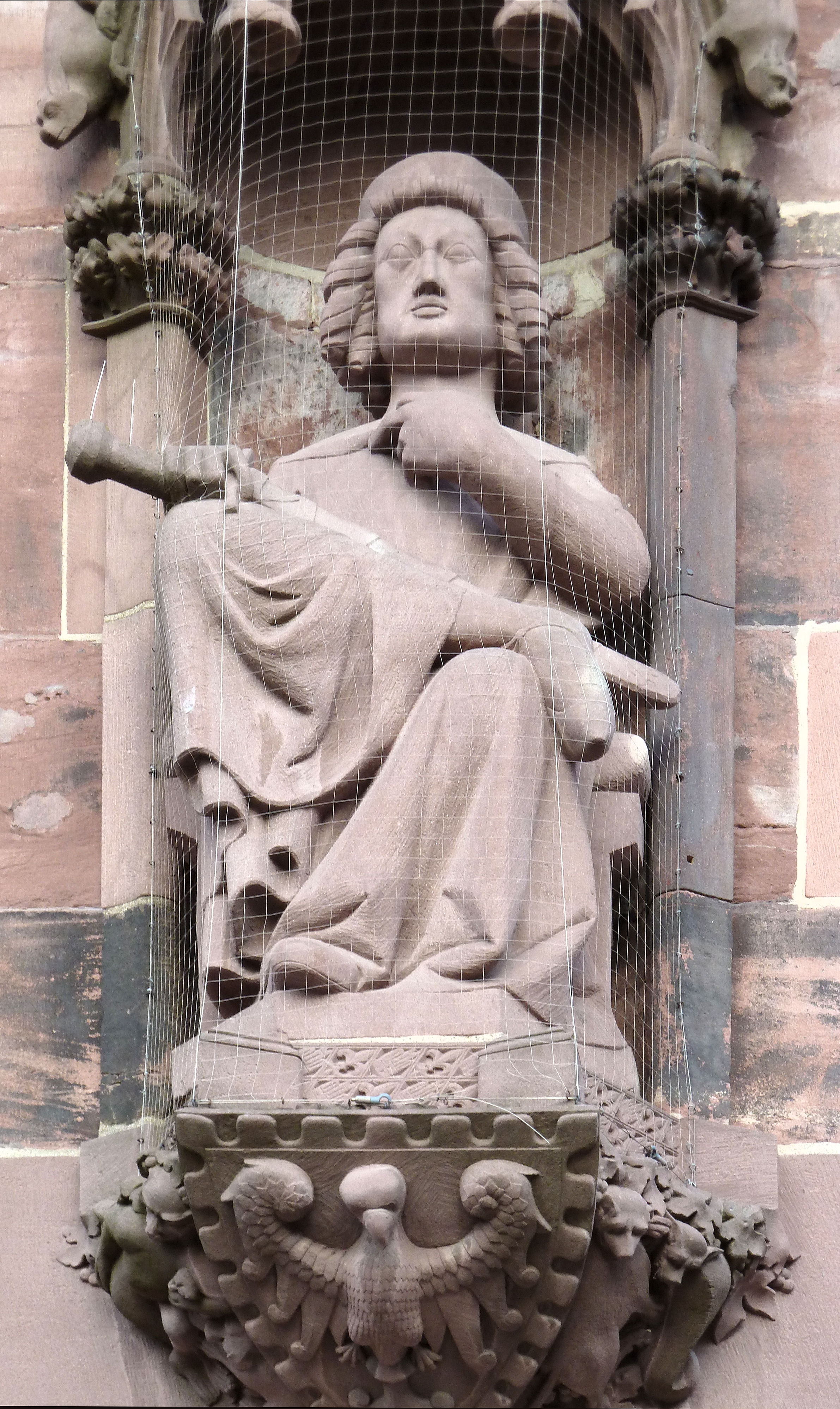
Konrad I., Graf von Freiburg mit dem Richtschwert. Skulptur an der Frontseite des Freiburger Münsters

Konrad I. (* um 1226; † 1271) war Graf von Freiburg und Sohn des Grafen Egino V. von Urach († 1236/37) und der Adelheid von Neuffen.

## Leben
Nach dem Tode seines Vaters 1236 teilte Konrad das Zähringer-Erbe mit seinem jüngsten Bruder Heinrich, während der zweite Sohn Eginos, Gebhard, als päpstlicher Kaplan und Pfarrrektor in Freiburg leer ausging. Heinrich, der sich fortan Graf von Fürstenberg nannte, erhielt die Herrschaft auf dem Schwarzwald und in der Baar. Für die Herren von Freiburg erwies sich die Erbteilung auf lange Sicht als verhängnisvoll, denn der Breisgau und die Ortenau waren als wirtschaftliche Basis allein zu klein, um den steigenden Geldbedarf der Freiburger Grafen zu decken. Zunächst jedoch verfügten sie mit den Silberschürfrechten im Schwarzwald und den Gewinnen aus dem Fernhandel über ein solides Einkommen.

### Niederlassung der Ordensgemeinschaften
In die Regierungszeit Konrads fiel ein wirtschaftlicher Aufschwung der Stadt. Bald ließen sich auch Orden nieder. Am 30. August 1238 erließ Graf Konrad den Dominikanern den Hofstättenzins (die Grundsteuer) für ein Gelände inter duas ripas (zwischen zwei Bächlein) an der westlichen Stadtmauer; hier entstand das Predigerkloster. Den Franziskanern übereignete Konrad im Jahre 1246 die Martinskapelle dem Rathaus gegenüber und daran anliegend vier Hofstätten. Auf diesen Parzellen errichteten die „Minderbrüder“, auch Barfüßer genannt, ihr Kloster und bauten die dort existierende Kapelle zur Martinskirche aus. Inzwischen herrschte Platzmangel in der Alten Stadt, und so wies der Stadtherr 1263 den Deutschherren (Johannitern) hinter dem Mönchstor extra muros ein Gelände zu. Bald schmückte sich die rasch wachsende Vorstadt Neuburg mit einer bedeutenden, dem heiligen Nikolaus geweihten Kirche. Im Jahre 1266 wurde ein Gebiet im Süden der Altstadt mit Mauern umgeben; hier, in der später so genannten Schneckenvorstadt, fand das Kloster der Wilhelmiten seinen Platz.

### Erweiterung der städtischen Vertretung
Mit der Bevölkerungszunahme Freiburgs kam es zu Beschwerden über eine willkürliche Geschäftsführung und die sorglose Verwaltung des Gemeingutes durch den mit dem Stadtadel besetzten Stadtrat. Aus Protest versammelte sich im Mai 1248 die gesamte Bürgerschaft auf dem Münsterplatz und setzte mit der Zustimmung Graf Konrads durch, dass den älteren vierundzwanzig Ratsherren ebenso viele jüngere beigegeben wurden, besonders in wichtigen Angelegenheiten und Verwaltungsgeschäften. Diese nachgehenden jüngeren Ratsmitglieder bestanden aus acht Adeligen, acht Kaufleuten, und acht Handwerkern und wurden jährlich neu gewählt, während die alten Vierundzwanziger adeligen Räte auf Lebenszeit dem Stadtrat angehören. Diese Änderung war ein erster Schritt zur Emanzipierung der Bürger und Zünfte gegenüber dem städtischen Adel.
Nach dem Tode Konrads, der im Dienste König Ottokars von Böhmen in Ungarn fiel, folgte ihm 1271 sein Sohn Egino II. als Graf von Freiburg.

## Ehe und Nachkommen
Konrad heiratete Sophia Gräfin von Zollern. Er hatte folgende Kinder:
- Egino II. – Graf von Freiburg
- Heinrich († 1303) – Herr von Badenweiler
- Konrad († 1301) – Domherr in Straßburg und Konstanz
- eine namentlich unbekannte Tochter ⚭ Heinrich Freiherr von Schwarzenberg
- Adelheid ⚭ Burkhard von Horburg